# Sóc mõm hung
Dremomys rufigenis là một loài động vật có vú trong họ Sóc, bộ Gặm nhấm. Loài này được Blanford mô tả năm 1878.

## Phân bố
Loài này được tìm thấy ở Campuchia, Trung Quốc (Vân Nam, Quảng Tây, Hà Nam, và An Huy), Ấn Độ, Lào, Malaysia, Myanmar, Thái Lan, và Việt Nam.

## Phân loài
Loài này có 5 phân loài:
- Dremomys rufigenis rufigenis
- Dremomys rufigenis adamsoni
- Dremomys rufigenis belfieldi
- Dremomys rufigenis fuscus
- Dremomys rufigenis ornatus